# Artaix
Artaix é uma comuna francesa na região administrativa de Borgonha-Franco-Condado, no departamento Saône-et-Loire. Estende-se por uma área de 22 km². Em 2010 a comuna tinha 344 habitantes (densidade: 15,6 hab./km²).